# Convoione
Convoione (Comblessac, 788 – Saint-Maixent de Plélan, 5 gennaio 868) fu il fondatore e il primo abate di Saint-Sauveur a Redon. Il suo culto come santo fu confermato da papa Pio IX nel 1866.

## Biografia
Figlio del nobile bretone Conone, entrò nello stato ecclesiastico e fu scelto dal vescovo di Vannes come arcidiacono della cattedrale; attratto dalla vita eremitica, nell'832 rinunciò al suo ufficio e, insieme con cinque compagni, si ritirò a Redon, dove eresse un monastero dedicato al Salvatore su un terreno donatogli dal nobile Ratvili.
Conone intendeva introdurre nel monastero la regola e le consuetudini del monachesimo irlandese ma, su consiglio dell'eremita Gerfredo, già monaco dell'abbazia di San Mauro di Glanfeuil, fu adottata la regola di san Benedetto.
L'imperatore Ludovico il Pio si oppose al riconoscimento della fondazione, che fu poi approvata nell'834 grazie all'appoggio del funzionario imperiale Nomenoe, amico di Convoione.
Nell'848 si recò in missione da papa Leone IV per una questione riguardante alcuni vescovi accusati di simonia e tornò da Roma con alcune reliquie di san Marcellino donategli dal pontefice.
Poiché le frequenti incursioni normanne rendevano insicura la zona di Redon, nell'854 il monastero fu trasferito a Saint-Maixent de Plélan, in un terreno donato a Convoione dal principe bretone Salomone. L'abate vi si spense nell'868.

## Culto
Le sue reliquie, trasferite da Saint-Maixent a Redon, furono profanate durante la rivoluzione.
Il suo culto come santo fu confermato da papa Pio IX con decreto del 3 maggio 1866.
La sua festa era celebrata il 28 dicembre, probabilmente in ricordo della traslazione delle sue reliquie.
Il suo elogio si legge nel martirologio romano al 5 gennaio.